# Tholera chebka
Tholera chebka là một loài bướm đêm trong họ Noctuidae.